# Стабилин
Стабилин (Стабилиний; лат. Stabilinus; умер не ранее 776) — последний лангобардский герцог Тревизо (не позднее 772—776), утративший власть после неудачного мятежа против франков.

## Биография
О Стабилине и связанных с ним событиях сообщается в нескольких раннесредневековых нарративных источниках: во франкских анналах (из них основные — «Анналы Петау»), «Истории» Андрея Бергамского, «Liber Pontificalis», различных продолжениях «Истории лангобардов» Павла Диакона, а также в «Жизни Карла Великого» Эйнхарда. Сведения этих источников использовались в трудах более поздних авторов: например, в «Анналах Флавиньи и Лозанны», «Деяниях верденских епископов», хрониках Гуго из Флавиньи, Сигеберта из Жамблу и Саксонского анналиста.
Первое свидетельство о Стабилине относится к 772 году. Тогда он уже был правителем герцогства со столицей в Тревизо. Вероятно, он получил это владение от короля Дезидерия, об особенной преданности которому упоминается в «Liber Pontificalis». В том году Стабилин вместе с референдарием Андреем по повелению Дезидерия ездили послом в Рим к папе Адриану I. Незадолго до того лангобарды захватили часть Римского герцогства и наместник Святого Престола требовал от короля возвратить эти территории. Согласно «Liber Pontificalis», переговоры лангобардских послов и папы римского были безрезультатными.
Несмотря на захват в 773—774 годах Лангобардского королевства правителем франков Карлом Великим, Стабилин сохранил свои владения. Скорее всего, также как и его зять герцог Фриуля Ротгауд он принёс клятву в верности правителю Франкского государства.
Однако Ротгауд был недоволен властью франков, установившейся после присоединения Лангобардского королевства к государству Карла Великого. Ведя тайные переговоры с возможными союзниками, герцог Фриуля готовился в наиболее подходящий момент поднять антифранкское восстание. Об этом стало известно папе римскому Адриану I, о чём тот информировал Карла Великого в датированном 28 октября 775 года послании. Наместник Святого Престола сообщал королю, что через патриарха Градо Иоанна IV он узнал о намерениях герцогов Арехиса II Беневентского, Гильдепранда Сполетского, Регинбальда и Ротгауда Фриульского, а также, возможно, примкнувшего к ним архиепископа Равенны Льва I в марте 776 года поднять при поддержке византийцев мятеж и восстановить Лангобардское королевство, посадив на его престол Адельхиза, сына свергнутого короля Дезидерия. В конце 775 года папа римский ещё раз писал Карлу Великому о готовившемся заговоре. Историки предполагают, что обвинения, выдвинутые Адрианом I против герцогов Беневенто и Сполето, не имели под собой реальной основы и были вызваны притязаниями папы римского на их владения. Однако сведения Адриана I в отношении герцога Ротгауда подтвердились, так как вскоре Карлу Великому стало известно о начавшемся в Северной Италии восстании. В «Анналах королевства франков» сообщается, что правитель Фриуля сам намеревался принять королевский титул и что к мятежникам примкнули многие представители лангобардской знати, включая близких к нему герцогов Стабилина Тревизского и Гайдо Виченцского.
Быстро приостановив военные действия против саксов, Карл Великий отпраздновал Рождество Христово в королевском пфальце Селестат, ставшим местом сбора армии для нового итальянского похода. В начале 776 года франкское войско не встречая сопротивления перешло Альпы и двинулось против мятежников. В «Анналах Петау» утверждается, что восставшие были застигнуты врасплох, не ожидая столь быстрого появления в Италии правителя франков. Герцог Ротгауд погиб в одном из первых же боёв с войском Карла Великого вблизи реки Пьяве, после чего мятежники уже не смогли оказать франкам серьёзного сопротивления. Только в отношении Стабилина в анналах упоминается, что тот был осаждён франками в его городе Тревизо. В то время это был хорошо укреплённый город, взятие которого представляло большие трудности для осаждавших. Неизвестно, как долго продолжалось сопротивление жителей Тревизо. Осада сопровождалась разорением франками территории герцогства. Возможно, всё это время Стабилин надеялся получить военную помощь от своих союзников: аваров, венецианцев и византийцев. В «Хронике» Гуго из Флавиньи утверждается, что Тревизо был сдан Карлу Великому местным священником Петром, в награду за что тот получил в управление Верденскую епархию. Однако в той написанной Бертарием части «Деяний верденских епископов», откуда Гуго из Флавиньи заимствовал сведения о епископах Вердена, итальянским местом жительства Петра названа Павия. О том, какое из этих свидетельств соответствует действительности, имеются разные мнения.
К Пасхе, отмечавшейся Карлом Великим 14 апреля в Тревизо, восстание было подавлено. Часть мятежников была казнена, но большинство восставших только лишилась своих владений и имущества: в том числе, Стабилин и Гайдо. Первого из них король франков заменил, скорее всего, графом Гебахардом, а преемником второго, возможно, был назначен граф Кундхарт. Некоторые лангобарды были депортированы в другие районы Франкского государства: среди них был и Арехис, брат Павла Диакона.
О дальнейшей судьбе Стабилина сведений не сохранилось.